# Collegio elettorale di Novara (Senato della Repubblica)
Il collegio di Novara fu un collegio elettorale uninominale della Repubblica Italiana appartenente alla Circoscrizione Piemonte; fu utilizzato per eleggere un senatore della Repubblica dalla I alla XIV legislatura, sebbene con forme diverse e sistemi elettorali diversi.

## Storia
Il collegio venne creato nel 1948 secondo la legge n. 29 del 6 febbraio 1948 la quale, pur basandosi sull'impianto proporzionale in vigore per la Camera, rispetto a quest'ultima conteneva alcuni piccoli correttivi in senso maggioritario. Tale legge ebbe il suo definitivo perfezionamento col Testo Unico n°361 del 1957. Differentemente dalla Camera, la legge elettorale del Senato si articolava su base regionale, seguendo il dettato costituzionale (art.57). Ogni Regione era suddivisa in tanti collegi uninominali quanti erano i seggi ad essa assegnati. All'interno di ciascun collegio, veniva eletto il candidato che avesse raggiunto il quorum del 65% delle preferenze: tale soglia, oggettivamente di difficilissimo conseguimento, tradiva l'impianto proporzionale su cui era concepito anche il sistema elettorale della Camera Alta. Qualora, come normalmente avveniva, nessun candidato avesse conseguito l'elezione, i voti di tutti i candidati venivano raggruppati in liste di partito a livello regionale, dove i seggi venivano allocati utilizzando il metodo D'Hondt delle maggiori medie statistiche e quindi, all'interno di ciascuna lista, venivano dichiarati eletti i candidati con le migliori percentuali di preferenza.
Nel 1993, con la cosiddetta Legge Mattarella (Legge n. 276, Norme per l'elezione del Senato della Repubblica), attuata in seguito al referendum abrogativo del 1993, venne istituito per la Camera dei deputati e per il Senato della Repubblica un sistema di elezione misto, in parte maggioritario e in parte proporzionale. Il 75% dei parlamentari dell'assemblea veniva eletto in collegi uninominali tramite sistema maggioritario a turno unico; il restante 25% al Senato veniva eletto tramite recupero proporzionale dei più votati non eletti attraverso un meccanismo di calcolo denominato "scorporo", cioè sottraendo dal conteggio dei voti totali di una lista nella parte proporzionale i voti ottenuti dai candidati collegati alla medesima lista che erano eletti nei collegi uninominali con il sistema maggioritario.
Il collegio venne abolito insieme a tutti gli altri che costituivano il Senato con la promulgazione della legge elettorale successiva, la cosiddetta Legge Calderoli. Questa prevedeva un sistema proporzionale con premio di maggioranza, che al Senato veniva attribuito a livello regionale.

## 1948-1993

### Territorio
Il collegio di Novara era uno dei 17 collegi uninominali in cui era suddiviso il Piemonte; comprendeva i seguenti comuni: Agrate Conturbia, Barengo, Bellinzago Novarese, Biandrate, Boca, Bogogno, Borgo Ticino, Borgolavezzaro, Borgomanero, Briona, Caltignaga, Cameri, Carpignano Sesia, Casalbeltrame, Casaleggio Novara, Casalino, Casalvolone, Castellazzo Novarese, Cavaglietto, Cavaglio d'Agogna, Cavallirio, Cerano, Cressa, Cureggio, Divignano, Fara Novarese, Fontaneto d'Agogna, Galliate, Garbagna Novarese, Ghemme, Granozzo con Monticello, Grignasco, Landiona, Maggiora, Marano Ticino, Mezzomerico, Momo, Nibbiola, Novara, Oleggio, Pombia, Prato Sesia, Recetto, Romagnano Sesia, Romentino, San Nazzaro Sesia, San Pietro Mosezzo, Sillavengo, Sizzano, Sozzago, Suno, Terdobbiate, Tornaco, Trecate, Vaprio d'Agogna, Varallo Pombia, Veruno, Vespolate, Vicolungo e Vinzaglio.

### Dati elettorali

#### I legislatura
|                                                                                | Giuseppe Allegra            | Democrazia Cristiana           | 60 896  | 44,20 |  |  |  |  |  |
|                                                                                | Ermanno Lazzarino ✔️ Eletto | Fronte Democratico Popolare    | 59 821  | 43,42 |  |  |  |  |  |
|                                                                                | Giuseppe Bonfantini         | Unità Socialista               | 12 245  | 8,89  |  |  |  |  |  |
|                                                                                | Mario Allara                | Blocco Nazionale               | 3 253   | 2,36  |  |  |  |  |  |
|                                                                                | Angelo Parona               | Partito dei Contadini d'Italia | 1 553   | 1,13  |  |  |  |  |  |
| Totale                                                                         | Totale                      | Totale                         | 137 768 | 100   |  |  |  |  |  |
|                                                                                |                             |                                |         |       |  |  |  |  |  |
| Voti non validi                                                                | Voti non validi             | Voti non validi                | 6 544   | 4,53  |  |  |  |  |  |
| Votanti                                                                        | Votanti                     | Votanti                        | 144 312 | 95,99 |  |  |  |  |  |
| Elettori                                                                       | Elettori                    | Elettori                       | 150 335 |       |  |  |  |  |  |
|                                                                                |                             |                                |         |       |  |  |  |  |  |
| Nota: quorum del 65% non raggiunto; ripartizione dei seggi a livello regionale |                             |                                |         |       |  |  |  |  |  |
| Data: 18 aprile 1948                                                           |                             |                                |         |       |  |  |  |  |  |
| Fonte: Ministero dell'interno                                                  |                             |                                |         |       |  |  |  |  |  |

#### II legislatura
|                                                                                | Antonio Bussi ✔️ Eletto    | Democrazia Cristiana                    | 55 757  | 39,13 |  |  |  |  |  |
|                                                                                | Vincenzo Moscatelli        | Partito Comunista Italiano              | 31 819  | 22,33 |  |  |  |  |  |
|                                                                                | Camillo Pasquali ✔️ Eletto | Partito Socialista Italiano             | 31 640  | 22,21 |  |  |  |  |  |
|                                                                                | Eugenio Mattioli           | Partito Socialista Democratico Italiano | 5 961   | 4,18  |  |  |  |  |  |
|                                                                                | Celeste Sartorio           | Partito Liberale Italiano               | 5 607   | 3,94  |  |  |  |  |  |
|                                                                                | Annibale Bergonzoli        | Movimento Sociale Italiano              | 5 551   | 3,90  |  |  |  |  |  |
|                                                                                | Luigi Ollivero             | Partito Nazionale Monarchico            | 4 544   | 3,19  |  |  |  |  |  |
|                                                                                | Giuseppe Bonfantini        | Unità Popolare                          | 1 603   | 1,13  |  |  |  |  |  |
| Totale                                                                         | Totale                     | Totale                                  | 142 482 | 100   |  |  |  |  |  |
|                                                                                |                            |                                         |         |       |  |  |  |  |  |
| Voti non validi                                                                | Voti non validi            | Voti non validi                         | 7 702   | 5,13  |  |  |  |  |  |
| Votanti                                                                        | Votanti                    | Votanti                                 | 150 184 | 95,85 |  |  |  |  |  |
| Elettori                                                                       | Elettori                   | Elettori                                | 156 690 |       |  |  |  |  |  |
|                                                                                |                            |                                         |         |       |  |  |  |  |  |
| Nota: quorum del 65% non raggiunto; ripartizione dei seggi a livello regionale |                            |                                         |         |       |  |  |  |  |  |
| Data: 7 giugno 1953                                                            |                            |                                         |         |       |  |  |  |  |  |
| Fonte: Ministero dell'interno                                                  |                            |                                         |         |       |  |  |  |  |  |

#### III legislatura
|                                                                                | Antonio Bussi ✔️ Eletto   | Democrazia Cristiana                       | 60 760  | 40,01 |  |  |  |  |  |
|                                                                                | Ferruccio Parri ✔️ Eletto | Partito Socialista Italiano                | 33 997  | 22,39 |  |  |  |  |  |
|                                                                                | Eraldo Gastone            | Partito Comunista Italiano                 | 31 163  | 20,52 |  |  |  |  |  |
|                                                                                | Giovanni Calderini        | Partito Socialista Democratico Italiano    | 7 195   | 4,74  |  |  |  |  |  |
|                                                                                | Carlo Santagostino        | Partito Liberale Italiano                  | 5 706   | 3,76  |  |  |  |  |  |
|                                                                                | Luigi Cabitto             | Movimento Sociale Italiano                 | 5 402   | 3,56  |  |  |  |  |  |
|                                                                                | Pierino Ferrari           | Partito Nazionale Monarchico               | 2 682   | 1,77  |  |  |  |  |  |
|                                                                                | Vincenzo Fedeli           | Partito Monarchico Popolare                | 1 785   | 1,18  |  |  |  |  |  |
|                                                                                | Ortenzio Gatti            | Movimento Autonomista Regionale Piemontese | 1 521   | 1,00  |  |  |  |  |  |
|                                                                                | Pasquale Rigazio          | Movimento Comunità                         | 912     | 0,60  |  |  |  |  |  |
|                                                                                | Agostino Repetto          | PRI - PR                                   | 749     | 0,49  |  |  |  |  |  |
| Totale                                                                         | Totale                    | Totale                                     | 151 872 | 100   |  |  |  |  |  |
|                                                                                |                           |                                            |         |       |  |  |  |  |  |
| Voti non validi                                                                | Voti non validi           | Voti non validi                            | 8 146   | 5,09  |  |  |  |  |  |
| Votanti                                                                        | Votanti                   | Votanti                                    | 160 018 | 96,73 |  |  |  |  |  |
| Elettori                                                                       | Elettori                  | Elettori                                   | 165 432 |       |  |  |  |  |  |
|                                                                                |                           |                                            |         |       |  |  |  |  |  |
| Nota: quorum del 65% non raggiunto; ripartizione dei seggi a livello regionale |                           |                                            |         |       |  |  |  |  |  |
| Data: 25 maggio 1958                                                           |                           |                                            |         |       |  |  |  |  |  |
| Fonte: Ministero dell'interno                                                  |                           |                                            |         |       |  |  |  |  |  |

#### IV legislatura
|                                                                                | Antonio Bussi ✔️ Eletto      | Democrazia Cristiana                    | 57 204  | 36,62 |  |  |  |  |  |
|                                                                                | E. Sacchi                    | Partito Comunista Italiano              | 37 888  | 24,25 |  |  |  |  |  |
|                                                                                | Alessandro Bermani ✔️ Eletto | Partito Socialista Italiano             | 33 054  | 21,16 |  |  |  |  |  |
|                                                                                | A. Rosati                    | Partito Liberale Italiano               | 13 211  | 8,46  |  |  |  |  |  |
|                                                                                | G. Calderini                 | Partito Socialista Democratico Italiano | 9 245   | 5,92  |  |  |  |  |  |
|                                                                                | L. Cabitto                   | Movimento Sociale Italiano              | 5 625   | 3,60  |  |  |  |  |  |
| Totale                                                                         | Totale                       | Totale                                  | 156 227 | 100   |  |  |  |  |  |
|                                                                                |                              |                                         |         |       |  |  |  |  |  |
| Voti non validi                                                                | Voti non validi              | Voti non validi                         | 10 505  | 6,30  |  |  |  |  |  |
| Votanti                                                                        | Votanti                      | Votanti                                 | 166 732 | 96,40 |  |  |  |  |  |
| Elettori                                                                       | Elettori                     | Elettori                                | 172 952 |       |  |  |  |  |  |
|                                                                                |                              |                                         |         |       |  |  |  |  |  |
| Nota: quorum del 65% non raggiunto; ripartizione dei seggi a livello regionale |                              |                                         |         |       |  |  |  |  |  |
| Data: 28 aprile 1963                                                           |                              |                                         |         |       |  |  |  |  |  |
| Fonte: Ministero dell'interno                                                  |                              |                                         |         |       |  |  |  |  |  |

#### V legislatura
|                                                                                | Lucio Benaglia ✔️ Eletto     | Democrazia Cristiana          | 60 762  | 38,43 |  |  |  |  |  |
|                                                                                | S. Scarpa                    | PCI-PSIUP                     | 47 767  | 30,21 |  |  |  |  |  |
|                                                                                | Alessandro Bermani ✔️ Eletto | PSI-PSDI Unificati            | 31 526  | 19,94 |  |  |  |  |  |
|                                                                                | C. Santagostino              | Partito Liberale Italiano     | 11 644  | 7,37  |  |  |  |  |  |
|                                                                                | T. Abelli                    | Movimento Sociale Italiano    | 4 761   | 3,01  |  |  |  |  |  |
|                                                                                | T. Federighi                 | Partito Repubblicano Italiano | 1 633   | 1,03  |  |  |  |  |  |
| Totale                                                                         | Totale                       | Totale                        | 158 093 | 100   |  |  |  |  |  |
|                                                                                |                              |                               |         |       |  |  |  |  |  |
| Voti non validi                                                                | Voti non validi              | Voti non validi               | 12 749  | 7,46  |  |  |  |  |  |
| Votanti                                                                        | Votanti                      | Votanti                       | 170 842 | 96,42 |  |  |  |  |  |
| Elettori                                                                       | Elettori                     | Elettori                      | 177 181 |       |  |  |  |  |  |
|                                                                                |                              |                               |         |       |  |  |  |  |  |
| Nota: quorum del 65% non raggiunto; ripartizione dei seggi a livello regionale |                              |                               |         |       |  |  |  |  |  |
| Data: 19 maggio 1968                                                           |                              |                               |         |       |  |  |  |  |  |
| Fonte: Ministero dell'interno                                                  |                              |                               |         |       |  |  |  |  |  |

#### VI legislatura
|                                                                                | Lucio Benaglia ✔️ Eletto     | Democrazia Cristiana                    | 60 646  | 37,46 |  |  |  |  |  |
|                                                                                | T. Benedetti                 | PCI - PSIUP                             | 43 520  | 26,88 |  |  |  |  |  |
|                                                                                | Alessandro Bermani ✔️ Eletto | Partito Socialista Italiano             | 23 641  | 14,60 |  |  |  |  |  |
|                                                                                | A. Milanesi                  | Partito Socialista Democratico Italiano | 11 705  | 7,23  |  |  |  |  |  |
|                                                                                | A. Gambigliani               | Partito Liberale Italiano               | 9 447   | 5,84  |  |  |  |  |  |
|                                                                                | A. Ferraro                   | Movimento Sociale Italiano              | 9 320   | 5,76  |  |  |  |  |  |
|                                                                                | F. Lo Vecchio                | Partito Repubblicano Italiano           | 3 618   | 2,23  |  |  |  |  |  |
| Totale                                                                         | Totale                       | Totale                                  | 161 897 | 100   |  |  |  |  |  |
|                                                                                |                              |                                         |         |       |  |  |  |  |  |
| Voti non validi                                                                | Voti non validi              | Voti non validi                         | 10 807  | 6,26  |  |  |  |  |  |
| Votanti                                                                        | Votanti                      | Votanti                                 | 172 704 | 96,64 |  |  |  |  |  |
| Elettori                                                                       | Elettori                     | Elettori                                | 178 705 |       |  |  |  |  |  |
|                                                                                |                              |                                         |         |       |  |  |  |  |  |
| Nota: quorum del 65% non raggiunto; ripartizione dei seggi a livello regionale |                              |                                         |         |       |  |  |  |  |  |
| Data: 7 maggio 1972                                                            |                              |                                         |         |       |  |  |  |  |  |
| Fonte: Ministero dell'interno                                                  |                              |                                         |         |       |  |  |  |  |  |

#### VII legislatura
|                                                                                | Lucio Benaglia ✔️ Eletto | Democrazia Cristiana                    | 60 875  | 36,63 |  |  |  |  |  |
|                                                                                | Napoleone Colajanni      | Partito Comunista Italiano              | 57 616  | 34,67 |  |  |  |  |  |
|                                                                                | Rinaldo Canna            | Partito Socialista Italiano             | 20 479  | 12,32 |  |  |  |  |  |
|                                                                                | Maurizio Pagani          | Partito Socialista Democratico Italiano | 9 692   | 5,83  |  |  |  |  |  |
|                                                                                | Antonino Masaracchio     | Movimento Sociale Italiano              | 7 200   | 4,33  |  |  |  |  |  |
|                                                                                | Lidia Ferrari            | Partito Repubblicano Italiano           | 5 149   | 3,10  |  |  |  |  |  |
|                                                                                | Massimo Pietri           | Partito Liberale Italiano               | 3 726   | 2,24  |  |  |  |  |  |
|                                                                                | Giuseppino Pernice       | Partito Radicale                        | 1 454   | 0,87  |  |  |  |  |  |
| Totale                                                                         | Totale                   | Totale                                  | 166 191 | 100   |  |  |  |  |  |
|                                                                                |                          |                                         |         |       |  |  |  |  |  |
| Voti non validi                                                                | Voti non validi          | Voti non validi                         | 7 565   | 4,35  |  |  |  |  |  |
| Votanti                                                                        | Votanti                  | Votanti                                 | 173 756 | 95,85 |  |  |  |  |  |
| Elettori                                                                       | Elettori                 | Elettori                                | 181 277 |       |  |  |  |  |  |
|                                                                                |                          |                                         |         |       |  |  |  |  |  |
| Nota: quorum del 65% non raggiunto; ripartizione dei seggi a livello regionale |                          |                                         |         |       |  |  |  |  |  |
| Data: 20 giugno 1976                                                           |                          |                                         |         |       |  |  |  |  |  |
| Fonte: Ministero dell'interno                                                  |                          |                                         |         |       |  |  |  |  |  |

#### VIII legislatura
|                                                                                | Oscar Luigi Scalfaro ✔️ Eletto | Democrazia Cristiana                         | 59 126  | 36,16 |  |  |  |  |  |
|                                                                                | Tullio Vinay ✔️ Eletto         | Partito Comunista Italiano                   | 53 718  | 32,85 |  |  |  |  |  |
|                                                                                | A. Rasse                       | Partito Socialista Italiano                  | 18 643  | 11,40 |  |  |  |  |  |
|                                                                                | G. Cerutti                     | Partito Socialista Democratico Italiano      | 12 177  | 7,45  |  |  |  |  |  |
|                                                                                | A. Masaracchio                 | Movimento Sociale Italiano                   | 6 111   | 3,74  |  |  |  |  |  |
|                                                                                | M. Pietri                      | Partito Liberale Italiano                    | 5 503   | 3,37  |  |  |  |  |  |
|                                                                                | F. Chiarino                    | Partito Repubblicano Italiano                | 4 511   | 2,76  |  |  |  |  |  |
|                                                                                | L. Matteoli                    | Partito Radicale                             | 3 045   | 1,86  |  |  |  |  |  |
|                                                                                | G. Scolaro                     | Costituente di Destra - Democrazia Nazionale | 680     | 0,42  |  |  |  |  |  |
| Totale                                                                         | Totale                         | Totale                                       | 163 514 | 100   |  |  |  |  |  |
|                                                                                |                                |                                              |         |       |  |  |  |  |  |
| Voti non validi                                                                | Voti non validi                | Voti non validi                              | 10 887  | 6,24  |  |  |  |  |  |
| Votanti                                                                        | Votanti                        | Votanti                                      | 174 401 | 94,82 |  |  |  |  |  |
| Elettori                                                                       | Elettori                       | Elettori                                     | 183 931 |       |  |  |  |  |  |
|                                                                                |                                |                                              |         |       |  |  |  |  |  |
| Nota: quorum del 65% non raggiunto; ripartizione dei seggi a livello regionale |                                |                                              |         |       |  |  |  |  |  |
| Data: 3 giugno 1979                                                            |                                |                                              |         |       |  |  |  |  |  |
| Fonte: Ministero dell'interno                                                  |                                |                                              |         |       |  |  |  |  |  |

#### IX legislatura
|                                                                                | Napoleone Colajanni  | Partito Comunista Italiano              | 48 517  | 31,22 |  |  |  |  |  |
|                                                                                | Anna Ceccatelli      | Democrazia Cristiana                    | 44 961  | 28,93 |  |  |  |  |  |
|                                                                                | Franco Locatelli     | Partito Socialista Italiano             | 17 831  | 11,47 |  |  |  |  |  |
|                                                                                | Maurizio Pagani      | Partito Socialista Democratico Italiano | 14 304  | 9,20  |  |  |  |  |  |
|                                                                                | Pietro Rizzotti      | Movimento Sociale Italiano              | 8 513   | 5,48  |  |  |  |  |  |
|                                                                                | Romolo Barisonzo     | Partito Repubblicano Italiano           | 8 418   | 5,42  |  |  |  |  |  |
|                                                                                | Giacomo Invernizzi   | Partito Liberale Italiano               | 7 269   | 4,68  |  |  |  |  |  |
|                                                                                | Consuelo Stacchiotti | Partito Radicale                        | 2 981   | 1,92  |  |  |  |  |  |
|                                                                                | Cesare Bermani       | Democrazia Proletaria                   | 2 020   | 1,30  |  |  |  |  |  |
|                                                                                | Aurelio Poletti      | Lista per Trieste                       | 606     | 0,39  |  |  |  |  |  |
| Totale                                                                         | Totale               | Totale                                  | 155 420 | 100   |  |  |  |  |  |
|                                                                                |                      |                                         |         |       |  |  |  |  |  |
| Voti non validi                                                                | Voti non validi      | Voti non validi                         | 16 197  | 9,44  |  |  |  |  |  |
| Votanti                                                                        | Votanti              | Votanti                                 | 171 617 | 92,06 |  |  |  |  |  |
| Elettori                                                                       | Elettori             | Elettori                                | 186 411 |       |  |  |  |  |  |
|                                                                                |                      |                                         |         |       |  |  |  |  |  |
| Nota: quorum del 65% non raggiunto; ripartizione dei seggi a livello regionale |                      |                                         |         |       |  |  |  |  |  |
| Data: 26 giugno 1983                                                           |                      |                                         |         |       |  |  |  |  |  |
| Fonte: Ministero dell'interno                                                  |                      |                                         |         |       |  |  |  |  |  |

#### X legislatura
|                                                                                | Ezio Leonardi ✔️ Eletto | Democrazia Cristiana                    | 48 254  | 29,49 |  |  |  |  |  |
|                                                                                | G. Corenti              | Partito Comunista Italiano              | 44 240  | 27,04 |  |  |  |  |  |
|                                                                                | Giuliano Amato          | Partito Socialista Italiano             | 23 108  | 14,12 |  |  |  |  |  |
|                                                                                | Maurizio Pagani         | Partito Socialista Democratico Italiano | 14 963  | 9,15  |  |  |  |  |  |
|                                                                                | A. Masaracchio          | Movimento Sociale Italiano              | 7 895   | 4,83  |  |  |  |  |  |
|                                                                                | Susanna Agnelli         | Partito Repubblicano Italiano           | 6 623   | 4,05  |  |  |  |  |  |
|                                                                                | A. Viviani              | Partito Radicale                        | 4 540   | 2,77  |  |  |  |  |  |
|                                                                                | P. Degli Espinosa       | Lista Verde                             | 3 876   | 2,37  |  |  |  |  |  |
|                                                                                | A. Stevens              | Partito Liberale Italiano               | 3 452   | 2,11  |  |  |  |  |  |
|                                                                                | C. Bermani              | Democrazia Proletaria                   | 2 090   | 1,28  |  |  |  |  |  |
|                                                                                | A. G. Ricco             | Piemont Autonomia Regionale             | 1 418   | 0,87  |  |  |  |  |  |
|                                                                                | D. De Ponte             | Liga Veneta - Pensionati Uniti          | 1 235   | 0,75  |  |  |  |  |  |
|                                                                                | A. Poletti              | Piemont                                 | 1 215   | 0,74  |  |  |  |  |  |
|                                                                                | E. Campi                | Movimento di Liberazione Fiscale        | 541     | 0,33  |  |  |  |  |  |
|                                                                                | A. Storno               | Alleanza Popolare Pensionati            | 167     | 0,10  |  |  |  |  |  |
| Totale                                                                         | Totale                  | Totale                                  | 163 617 | 100   |  |  |  |  |  |
|                                                                                |                         |                                         |         |       |  |  |  |  |  |
| Voti non validi                                                                | Voti non validi         | Voti non validi                         | 11 656  | 6,65  |  |  |  |  |  |
| Votanti                                                                        | Votanti                 | Votanti                                 | 175 273 | 92,24 |  |  |  |  |  |
| Elettori                                                                       | Elettori                | Elettori                                | 190 020 |       |  |  |  |  |  |
|                                                                                |                         |                                         |         |       |  |  |  |  |  |
| Nota: quorum del 65% non raggiunto; ripartizione dei seggi a livello regionale |                         |                                         |         |       |  |  |  |  |  |
| Data: 14 giugno 1987                                                           |                         |                                         |         |       |  |  |  |  |  |
| Fonte: Ministero dell'interno                                                  |                         |                                         |         |       |  |  |  |  |  |

#### XI legislatura
|                                                                                | Ezio Leonardi ✔️ Eletto    | Democrazia Cristiana                    | 39 399  | 23,53 |  |  |  |  |  |
|                                                                                | Armando Riviera ✔️ Eletto  | Partito Socialista Italiano             | 25 535  | 15,25 |  |  |  |  |  |
|                                                                                | Luigi Ferrario             | Lega Nord                               | 25 256  | 15,08 |  |  |  |  |  |
|                                                                                | Rinaldo Canna              | Partito Democratico della Sinistra      | 21 548  | 12,87 |  |  |  |  |  |
|                                                                                | Bruno Pozzato              | Partito della Rifondazione Comunista    | 12 299  | 7,34  |  |  |  |  |  |
|                                                                                | Ambrogio Viviani           | Movimento Sociale Italiano              | 7 484   | 4,47  |  |  |  |  |  |
|                                                                                | Maurizio Pagani            | Partito Socialista Democratico Italiano | 6 887   | 4,11  |  |  |  |  |  |
|                                                                                | Silvano Boroli             | Partito Liberale Italiano               | 6 287   | 3,75  |  |  |  |  |  |
|                                                                                | Pietro Castioni            | Partito Repubblicano Italiano           | 5 670   | 3,39  |  |  |  |  |  |
|                                                                                | Luciano De Silvestri       | Federazione dei Verdi                   | 5 099   | 3,05  |  |  |  |  |  |
|                                                                                | Luigi Nava                 | Lega Alpina Piemont                     | 3 403   | 2,03  |  |  |  |  |  |
|                                                                                | Vincenzo Pietrovichillo    | Partito Pensionati                      | 2 250   | 1,34  |  |  |  |  |  |
|                                                                                | Filippo De Jorio           | La Lega Casalinghe-Pensionati           | 2 234   | 1,33  |  |  |  |  |  |
|                                                                                | Ernesto Galli della Loggia | Sì Referendum                           | 2 219   | 1,33  |  |  |  |  |  |
|                                                                                | Anacleta Salvetti          | Verdi Verdi                             | 1 546   | 0,92  |  |  |  |  |  |
|                                                                                | Giovanni Porta             | Federalismo - Pensionati Uomini Vivi    | 336     | 0,20  |  |  |  |  |  |
| Totale                                                                         | Totale                     | Totale                                  | 167 452 | 100   |  |  |  |  |  |
|                                                                                |                            |                                         |         |       |  |  |  |  |  |
| Voti non validi                                                                | Voti non validi            | Voti non validi                         | 11 492  | 6,42  |  |  |  |  |  |
| Votanti                                                                        | Votanti                    | Votanti                                 | 178 944 | 90,40 |  |  |  |  |  |
| Elettori                                                                       | Elettori                   | Elettori                                | 197 945 |       |  |  |  |  |  |
|                                                                                |                            |                                         |         |       |  |  |  |  |  |
| Nota: quorum del 65% non raggiunto; ripartizione dei seggi a livello regionale |                            |                                         |         |       |  |  |  |  |  |
| Data: 5 aprile 1992                                                            |                            |                                         |         |       |  |  |  |  |  |
| Fonte: Ministero dell'interno                                                  |                            |                                         |         |       |  |  |  |  |  |

## 1993-2005

### Territorio
Il collegio di Novara era uno dei 17 collegi uninominali in cui era suddiviso il Piemonte; come previsto dal D.Lgs. del 20 dicembre 1993 n. 535, e comprendeva comuni della Provincia di Novara, in particolare: Agrate Conturbia, Barengo, Bellinzago Novarese, Biandrate, Bogogno, Borgo Ticino, Borgolavezzaro, Briona, Caltignaga, Cameri, Carpignano Sesia, Casalbeltrame, Casaleggio Novara, Casalino, Casalvolone, Castellazzo Novarese, Castelletto sopra Ticino, Cavaglietto, Cavaglio d'Agogna, Cavallirio, Cerano, Comignago, Cressa, Divignano, Fara Novarese, Fontaneto d'Agogna, Galliate, Garbagna Novarese, Gattico, Ghemme, Granozzo con Monticello, Grignasco, Landiona, Mandello Vitta, Marano Ticino, Mezzomerico, Momo, Nibbiola, Novara, Oleggio, Pombia, Recetto, Romentino, San Nazzaro Sesia, San Pietro Mosezzo, Sillavengo, Sizzano, Sozzago, Suno, Terdobbiate, Tornaco, Trecate, Vaprio d'Agogna, Varallo Pombia, Veruno, Vespolate, Vicolungo e Vinzaglio.

### Eletti
| Elezione | Elezione                   | Senatore       | Partito                  |
| -------- | -------------------------- | -------------- | ------------------------ |
|          | 1994                       | Silvano Boroli | Polo delle Libertà (FI)  |
|          | 1996                       | Giuseppe Vegas | Polo per le Libertà (FI) |
| 2001     | La Casa delle Libertà (FI) | Giuseppe Vegas |                          |

### Dati elettorali

#### XII legislatura
|                               | Silvano Boroli ✔️ Eletto | Polo delle Libertà   | 67 290  | 43,19 |  |  |  |  |  |
|                               | Ezio Gallina             | Progressisti         | 37 892  | 24,32 |  |  |  |  |  |
|                               | Paolo Braggioli          | Patto per l'Italia   | 22 000  | 14,12 |  |  |  |  |  |
|                               | Gabriello Gilardoni      | Alleanza Nazionale   | 12 020  | 7,72  |  |  |  |  |  |
|                               | Maurizio Gulino          | Lista Pannella       | 6 349   | 4,08  |  |  |  |  |  |
|                               | Immacolata Zaffino       | Verdi Verdi          | 3 901   | 2,50  |  |  |  |  |  |
|                               | Ugo Valgiusti            | Partito Pensionati   | 3 686   | 2,37  |  |  |  |  |  |
|                               | Giuseppino Meloni        | Lega per il Piemonte | 2 377   | 1,53  |  |  |  |  |  |
|                               | Gaetana Timeo            | Rinnovamento         | 284     | 0,18  |  |  |  |  |  |
| Totale                        | Totale                   | Totale               | 155 799 | 100   |  |  |  |  |  |
|                               |                          |                      |         |       |  |  |  |  |  |
| Voti non validi               | Voti non validi          | Voti non validi      | 12 049  | 7,18  |  |  |  |  |  |
| Votanti                       | Votanti                  | Votanti              | 167 848 | 91,58 |  |  |  |  |  |
| Elettori                      | Elettori                 | Elettori             | 183 288 |       |  |  |  |  |  |
|                               |                          |                      |         |       |  |  |  |  |  |
| Data: 27-28 marzo 1994        |                          |                      |         |       |  |  |  |  |  |
| Fonte: Ministero dell'interno |                          |                      |         |       |  |  |  |  |  |

#### XIII legislatura
|                               | Giuseppe Vegas ✔️ Eletto  | Polo per le Libertà     | 58 945  | 38,18 |  |  |  |  |  |
|                               | Sergio Vedovato ✔️ Eletto | L'Ulivo                 | 57 498  | 37,25 |  |  |  |  |  |
|                               | Luciano Bistaffa          | Lega Nord               | 26 340  | 17,06 |  |  |  |  |  |
|                               | Ornella Ferrero           | Partito Pensionati      | 3 434   | 2,22  |  |  |  |  |  |
|                               | Isidoro Zaffino           | Verdi Verdi             | 3 310   | 2,14  |  |  |  |  |  |
|                               | Renato Marangon           | Mani Pulite             | 2 586   | 1,68  |  |  |  |  |  |
|                               | Gian Marco Rossi          | Partito Socialista      | 1 426   | 0,92  |  |  |  |  |  |
|                               | Alfiero Tonetti           | Piemonte Nazione Europa | 830     | 0,54  |  |  |  |  |  |
| Totale                        | Totale                    | Totale                  | 154 369 | 100   |  |  |  |  |  |
|                               |                           |                         |         |       |  |  |  |  |  |
| Voti non validi               | Voti non validi           | Voti non validi         | 11 394  | 6,87  |  |  |  |  |  |
| Votanti                       | Votanti                   | Votanti                 | 165 763 | 89,01 |  |  |  |  |  |
| Elettori                      | Elettori                  | Elettori                | 186 233 |       |  |  |  |  |  |
|                               |                           |                         |         |       |  |  |  |  |  |
| Data: 21 aprile 1996          |                           |                         |         |       |  |  |  |  |  |
| Fonte: Ministero dell'interno |                           |                         |         |       |  |  |  |  |  |

#### XIV legislatura
|                               | Giuseppe Vegas ✔️ Eletto | Casa delle Libertà                   | 75 574  | 48,96 |  |  |  |  |  |
|                               | Sergio Vedovato          | L'Ulivo                              | 53 790  | 34,84 |  |  |  |  |  |
|                               | Raffaele D'Acunto        | Partito della Rifondazione Comunista | 8 726   | 5,65  |  |  |  |  |  |
|                               | Franco Ruggiu            | Lista Di Pietro                      | 4 913   | 3,18  |  |  |  |  |  |
|                               | Domenica Lapis           | Lista Pannella-Bonino                | 4 236   | 2,74  |  |  |  |  |  |
|                               | Angela Putignani         | Verdi Verdi                          | 2 696   | 1,75  |  |  |  |  |  |
|                               | Giacomo Fadda            | Democrazia Europea                   | 2 234   | 1,45  |  |  |  |  |  |
|                               | Ciro Gemellaro           | Fiamma Tricolore                     | 2 205   | 1,43  |  |  |  |  |  |
| Totale                        | Totale                   | Totale                               | 154 374 | 100   |  |  |  |  |  |
|                               |                          |                                      |         |       |  |  |  |  |  |
| Voti non validi               | Voti non validi          | Voti non validi                      | 11 223  | 6,78  |  |  |  |  |  |
| Votanti                       | Votanti                  | Votanti                              | 165 597 | 85,69 |  |  |  |  |  |
| Elettori                      | Elettori                 | Elettori                             | 193 241 |       |  |  |  |  |  |
|                               |                          |                                      |         |       |  |  |  |  |  |
| Data: 13 maggio 2001          |                          |                                      |         |       |  |  |  |  |  |
| Fonte: Ministero dell'interno |                          |                                      |         |       |  |  |  |  |  |